# Andi Watson
Andrew „Andi“ Watson (* 1969 in Wakefield, Großbritannien) ist ein britischer Comiczeichner und Illustrator und bekannt für die Graphic Novels Breakfast After Noon, Slow News Day und seine Serie Love Fights.
Andi Watson wurde in der Grafschaft Yorkshire geboren und von Eltern, die der Arbeiterklasse angehören, großgezogen. Er studierte Kunst im Grundstudium im Dewsbury College gefolgt von einem grafischen Design- bzw. Illustrationskurs im Liverpool Polytechnic. Er lebt zurzeit in Stoke-on-Trent.

## Frühe Arbeiten
Für seine Abschlussarbeit produzierte Watson in Kleinauflage den Comic Samurai Jam zusammen mit T-Shirts und Kaugummikarten. Der Comic wurzelt in der Skateboard- und Punkrock-Kultur und wurde künstlerisch vom japanischen Manga, insbesondere Akira, und dem amerikanischen Alternativ-Comic Love And Rockets beeinflusst. Drei Ausgaben waren 1993 produziert, fotokopiert und mit, mit Hilfe einer Schablone, besprühten Covers, die einiges Interesse in der britischen Kleinauflagen-Comicszene weckten.
Watson suchte Zugang zu verschiedenen amerikanischen Verlagen und wurde 1993 von Dan Vado von Slave Labor Graphics angenommen, die vier Ausgaben von Samurai Jam veröffentlichten. Diese waren kein Erfolg, teilweise schuld daran waren die viel zu unterschiedlichen Kunststile, die Watson bei jeder Ausgabe verwendete, aber Vado versperrte sich nicht, und Watson kehrte 1995 mit Skeleton Key, einem monatlich erscheinenden, 16-seitigen Comic, zurück, welcher 30 Ausgaben lang lief und seine Reputation festigte.
Nach Skeleton Key ging Watson zu Oni Press, im Gepäck Geisha, eine Graphic Novel über eine junge Künstlerin, die ein Roboter ist. Anstatt auf die Tatsache, dass sie ein Roboter ist, einzugehen, benutzte Watson die Geschichte, um die Ideen von Echt und Unecht zu untersuchen. Das Buch war für Watson eine künstlerische Brücke zwischen dem Manga-inspirierten Skeleton Key und seinem derzeitigen, mehr europäischen Stil.

## Späte Arbeiten
Ein der originalen Geisha-Miniserie nachgeschobener Oneshot markierte einen dramatischen Umbruch in Watsons Stil. Er brachte stilistische Einflüsse von europäischen Künstlern wie François Avril und Dupuy-Berbérian (Philippe Dupuy und Charles Berbérian) ein, behielt aber die langsame Erzählweise der langen Manga. Dies fruchtete in Breakfast After Noon, einer Geschichte über „ein Stück Leben“ in den industriellen Midlands Britanniens. Dem  folgte die Novelle Dumped, eine Liebesgeschichte produziert in Zusammenarbeit mit dem BIG-Festival in Turin.
Watson kehrte 2002 mit Slow News Day zu Slave Labor zurück, einer Graphic Novel um eine kleine britische Stadtzeitung, die sich mit der englischen Haltung zu Amerikanern und dem Thema „Große Worte - Kleines Publikum“ auseinandersetzt.
2003 bis 2005 erschien die von Oni veröffentlichte romantische Comedyreihe Love Fights und 2005/2006 Paris, einer Graphic Novel für Slave Labor, gescriptet von Watson mit Simon Gane als Künstler.

## Auftragsarbeiten
Andi Watson hat als Autor an verschiedenen lizenzierten Produkten gearbeitet, am wichtigsten wären zu nennen Buffy the Vampire Slayer von Dark Horse Comics und Namor von Marvel Comics.

## Liste bedeutender Arbeiten
Bis dato in Deutschland veröffentlichte Werke:
- Die Lesereise. Deutsch von Ruth Keen. Schaltzeit Verlag, Berlin 2022, ISBN 978-3-946972-60-0.
- The Complete Geisha (Oni) (dt. Geisha bei Modern Tales / Eidalon)
- Breakfast After Noon (Oni) (dt. bei Modern Tales / Eidalon)
- Little Star (Oni) (dt. bei Modern Tales / Eidalon)
- Love Fights vol 1 & 2 (Modern Tales / Eidalon)

Bis dato nur auf Englisch:
- The Complete Samurai Jam (Slave Labor)
- Skeleton Key v1 : Beyond The Threshold (Slave Labor)
- Skeleton Key v2 : The Celestial Calendar (Slave Labor)
- Skeleton Key v3 : Telling Tales (Slave Labor)
- Skeleton Key v4 : Cats and Dogs (Slave Labor)
- Skeleton Key v5 : Roots (Slave Labor)
- Dumped (Oni)
- Slow News Day (Slave Labor)
- Paris (Slave Labor)